# Élections législatives marocaines de 2011
Les élections législatives de 2011 au Maroc ont eu lieu le 25 novembre 2011, à la suite d'un référendum constitutionnel le 1er juillet de la même année qui a débouché sur une réforme de la Constitution.
Le Parti de la justice et du développement (islamiste modéré) les a remportées avec 27,08 % des suffrages exprimés, ce qui lui permet d'avoir 107 sièges sur 395. La participation a été de 45,40 %. Conformément à l'article 47 de la Constitution, qui prévoit que le roi choisisse le chef du gouvernement au sein du parti arrivé en tête des élections, Mohammed VI a nommé le secrétaire général du PJD, Abdel-Ilah Benkiran, à ce poste le 29 novembre 2011.

## Contexte

### Historique
Ces élections devaient avoir lieu en septembre 2012, mais vu les protestations dans le monde arabe et les réformes prévues, elles ont finalement été avancées de onze mois et fait l'objet d'une lutte sans précédent entre les partis politiques qui se sont vu attribuer plusieurs pouvoirs[Quoi ?] à la suite de la réforme constitutionnelle.
Selon Richard Miniter, membre de l'institut américain Hudson, les partis politiques les mieux placés pour arriver en tête, avec des résultats aux alentours des 10 % et donc très peu d'écart, seraient dans l'ordre : le Rassemblement national des indépendants (RNI), l'Istiqlal, le Parti authenticité et modernité (PAM) et le Parti de la justice et du développement (PJD). 
Mais plusieurs spécialistes[Qui ?] pensent que la configuration du champ politique marocain est en cours de transformation à cause du mouvement de protestation du 20 février, du Printemps arabe et aussi de la situation actuelle socio-économique du Maroc. 
Le ministère de l'Intérieur aura un rôle important à jouer en matière de neutralité afin de garantir la libre concurrence entre les partis aux législatives. 
Cependant, le principal obstacle demeure l'abstentionnisme des citoyens marocains, à moins que la présentation de nouveaux visages dans certaines circonscriptions participe à attirer les électeurs.
Devant la presse à Rabat, les observateurs ont indiqué qu'ils ont été informés de "pressions sur les personnes qui ont appelé au boycott du vote", notamment le Mouvement du 20 février, qui réclame depuis des mois des réformes politiques. 
"Nous demandons aux autorités marocaines de faire la lumière sur ces allégations et d'en informer l'opinion publique", ont précisé les 15 observateurs envoyés par l'Assemblée parlementaire du Conseil de l'Europe.
Un des enjeux principaux de ces élections est le taux de participation, car celui-ci mesure l’adhésion, le rejet ou la désapprobation du système politique en général.

## Principaux partis en lice
| Formation | Formation                                     | Idéologie                         | Chef de file              | Résultats de 2007                                    |
| --------- | --------------------------------------------- | --------------------------------- | ------------------------- | ---------------------------------------------------- |
|           | Parti de l'Istiqlal (PI)                      | Conservatisme, nationalisme       | Abdelhamid Chabat         | 10,7 % des voix 52 députés                           |
|           | Parti de la justice et du développement (PJD) | Islamisme Conservatisme           | Abdel-Ilah Benkiran       | 10,9 % des voix 46 députés                           |
|           | Mouvement populaire (MP)                      | Bérbérisme Ruralisme              | Mohand Laenser            | 9,3 % des voix 41 députés                            |
|           | Union constitutionnelle (UC)                  | Centrisme, libéralisme économique | Mohamed Abied             | 7,3 % des voix 27 députés                            |
|           | Union socialiste des forces populaires (USFP) | Social-démocratie, socialisme     | Driss Lachgar             | 8,9 % des voix 38 députés                            |
|           | Rassemblement national des indépendants (RNI) | Libéralisme, Social-libéralisme   | Salaheddine Mezouar       | 9,7 % des voix 39 députés                            |
|           | Parti du progrès et du socialisme (PPS)       | Progressisme , Socialisme         | Mohamed Nabil Benabdallah | 5,4 % des voix 17 députés                            |
|           | Parti authenticité et modernité (PAM)         | Modernisme , Makhzénisme          | Mustapha Bakkoury         | Constitué en 2008 21 % aux élections locales de 2009 |

## Campagne
Des formations islamistes ou d’extrême gauche ont appelé à boycotter les urnes.
Une première stratégie utilisée a été de recruter, pour la distribution des tracts, des femmes démunies (souvent des mères célibataires, veuves ou divorcées). Elles se sont avérées utiles en renvoyant une image socialement positive des candidats qui associent leurs campagnes à des œuvres sociales.
La seconde stratégie fut un retour à la mobilisation ethnique dans certains quartiers urbains. Ainsi à Rabat, du fait de la forte concentration de personnes 
issues de la tribu saharienne des Ayt Oussa dans le quartier de Takadoum, le candidat USFP Driss Lachgar a sollicité le soutien du 
président de la commune d’Assa (lieu des origines historiques de cette 
communauté), Ouassi Hamdi, lui-même USFP et candidat à la députation 
dans la province d’Assa-Zag.
Des associations culturelles d’Assa ont 
ainsi été conviées à organiser un festival quelques jours avant les 
élections. L’effet festival a concerné quelques centaines d’électeurs 
supplémentaires qui se sont révélés décisifs, permettant à Driss Lachgar de se placer de justesse derrière le PJD et le PAM faisant de lui le 
seul élu USFP de la capitale et l’un des cinq élus USFP dans une 
préfecture

## Réglementation et mode de scrutin
Un nombre de textes de loi, publiés au Bulletin officiel no 5992, régissent les élections au Maroc, on peut citer :
- La loi organique no 27.11 relative à la chambre des représentants promulguée par le dahir no 1.11.165 du 16 kaada 1432 (14 octobre 2011).
- La loi organique no 29.11 relative aux partis politiques promulguée par le dahir no 1.11.166 du 24 kaada 1432 (22 octobre 2011).
- La loi no 30.11 fixant les conditions et les modalités de l’observation indépendante et neutre des élections promulguée par le dahir no 1.11.162 du 1er kaada 1432 (29 septembre 2011).
- Le décret no 2.11.603 du 21 kaada 1432 (19 octobre 2011) portant création des circonscriptions électorales locales pour l’élection des membres de la Chambre des représentants et fixant le nombre de sièges attribués à chacune d’elles.

Le mode de scrutin adopté pour les élections législatives au Maroc est le scrutin proportionnel plurinominal. Ce mode de scrutin a été critiqué par un certain nombre de dirigeants politiques marocains. Il ne permet pas de dégager une majorité politique comme c'est le cas dans des pays démocratiques tel que la France. Ils ont avancé que ce mode de scrutin contribue à la "balkanisation" du paysage politique marocain,.

### Mode de scrutin
La répartition est à la proportionnelle avec un seuil de représentativité de 6 %.
On procède comme dans cet exemple: Une circonscription de quatre sièges avec cinq partis politiques : A, B, C, D, E. Ces listes ont obtenu respectivement 30 000, 55 000, 1 500,3 500, 80 000 suffrages. Pour participer à la répartition il faut atteindre les 6 % de représentativité fixé à 6 % des suffrages exprimés. Dans ce cas, c'est 170 000 * 6 % = 10 200 voix. Les listes C et D sont automatiquement exclues. Nous avons maintenant 165 000/4=41 250 c'est le quotient électoral. Chaque liste ayant atteint le quotient a droit à un siège. Puisqu'on est dans le système du scrutin à la proportionnelle selon la règle du plus fort reste, la liste A (30 000 voix) n'aura pas de siège mais verra toutes ses voix comptabilisés comme reste. La liste B obtient un siège (55 000 voix) avec un reste de 13 750 voix). Quant à la liste E (80 000 voix), elle obtient un siège avec un reste de 38 750 voix. Les deux sièges restant seront donc attribués respectivement à la liste E avec un reste de 38 750 et à la liste A avec un reste de 30 000 voix. La liste E obtient 2 sièges et La liste B et A 1 siège chacun. Toutefois, il y a des listes additionnelles concernant les femmes, le même mode de calcul est alors appliqué à la liste.

### Circonscriptions électorales
Le découpage du territoire a donné 92 circonscriptions électorales.
| Numéro | Préfecture ou province  | Nom de la circonscription | Nombre de sièges | Nombre de listes candidates | Noms des candidats élus (appartenance politique) |
| ------ | ----------------------- | ------------------------- | ---------------- | --------------------------- | --- |
| 1      | Rabat                   | Rabat Océan               | 4                | 10                          | Mohamed Réda Benkhaldoun (PJD) Abdellatif Ben Yaacoub (PJD) Abdelkader Tatou (MP) Mohamed Madhoun (PAM)                                                      |
| 2      | Rabat                   | Rabat Chellah             | 3                | -                           | Driss Lachgar (USFP) Abdeslam Balaji (PJD) Brahim Joummani (PAM)                                                                                             |
| 3      | Salé                    | Salé Médina               | 4                | -                           | Abdel-Ilah Benkiran (PJD) Mohammed Zouiten (PJD) Noureddine Lazrak (RNI) Rachid Abdi (PAM)                                                                   |
| 4      | Salé                    | Salé El Jadida            | 3                | -                           | Abdelkader Amara (PJD) Khlifi Qdadra (UC) Omar Sentissi (Isiqlal)                                                                                            |
| 5      | Skhirat-Témara          | -                         | 4                | -                           | Mouh Rajdali (PJD) Iâtimad Zahidi (PJD) Brahim Chkili (PAM) Hassan Arif (UC)                                                                                 |
| 6      | Khemisset               | Khémisset Oulmès          | 3                | -                           | Abdellah Benhammou (PJD) Mohamed Lahmouch (MP) Mohammed Achrourou (MAP)                                                                                      |
| 7      | Khemisset               | Tiflet Rommani            | 3                | -                           | Bouâmrou Tighouane (Istiqlal) Hassan Filali (RNI) Rahou Lahlaâ (PAM)                                                                                         |
| 8      | Casablanca-Anfa         | Casablanca-Anfa           | 4                | -                           | Abdessamad Haikar (PJD) Abdelhaq EnNajhi (PJD) Ouadiâ Benabdellah (RNI) Yasmina Baddou (Istiqlal)                                                            |
| 9      | Al Fida Mers-Sultan     | -                         | 3                | -                           | Mohammed Khairi (PJD) Abdelouahab Raji (PJD) Md Touimi Benjelloun (RNI)                                                                                      |
| 10     | Aïn-Sebaâ-Hay Mohammadi | -                         | 4                | -                           | Abdelaziz Laâmari (PJD) Redouane Zaïdi (PJD) Abdellatif Hachich (UC) Hassan Benomar (RNI)                                                                    |
| 11     | Hay Hassani             | -                         | 3                | -                           | Mohamed Najib Amor (PJD) Ahmed Jeddar (PJD) Bouchetta Jamaï Ghazlani (Istiqlal)                                                                              |
| 12     | Aïn Chock               | -                         | 3                | -                           | Rachid Qabil (PJD) Abdellatif Naciri (PJD) Abdelhak Chafik (MP)                                                                                              |
| 13     | Sidi Bernoussi          | -                         | 3                | -                           | Mohamed Yatim (PJD) Abdelmjid Ait Adila (PJD) Ahmed Brija (MAP)                                                                                              |
| 14     | Ben M'sik               | -                         | 3                | -                           | Abdelmajid Joubij (PJD) Mohammed Joudar (UC) Karim Ghellab (Istiqlal)                                                                                        |
| 15     | Moulay Rachid           | -                         | 3                | -                           | Mohammed Ben Abdessadeq (PJD) Mohammed Haddadi (RNI) Rahal Jebli (UC)                                                                                        |
| 16     | Nouaceur                | -                         | 3                | -                           | Noureddine Rafiq (Istiqlal) Abdellatif Rachid(PJD) Abdelkrim Choukri (PAM)                                                                                   |
| 17     | Mediouna                | -                         | 2                | -                           | Mohamed Mestaoui (Istiqlal) Salah eddine Aboulghali (PAM) |
| 18     | Mohammedia              | -                         | 3                | -                           | Saâdeddine El Othmani (PJD) Moussa Ghalladh (PJD) Mohamed Atouani (RNI)                                                                                      |
| 19     | Agadir Ida-Outanane     | -                         | 4                | -                           | Issa Mqiqi (PJD) Abdellah Oubari (PJD) Tariq El Kabbaj (USFP) Abdellah Abrni (RNI)                                                                           |
| 20     | Inezgane-Aït Melloul    | -                         | 3                | -                           | Ramdane Bouâchra (PJD) Abderrahmane Noureddine (PJD) Hassan Adardour (USFP)                                                                                  |
| 21     | Chtouka-Aït Baha        | -                         | 3                | -                           | Said Dour (Istiqlal) Mohammed Lachgar (PJD) Abderrahim Moussaîf (PAM)                                                                                        |
| 22     | Taroudant               | Taroudant-Nord            | 4                | -                           | Hamid El Bahja (RNI) Abdellatif Ouahbi (PAM) Habib El Boubekraoui (PI)                                                                                       |
| 23     | Taroudant               | Taroudant-Sud             | 3                | -                           | Abdessamad Kayouh (PI) Lahcen Amrouch (PI) Mohamed Ourriche (PJD) Mohamed Bouhdoud (RNI)                                                                     |
| 24     | Tiznit                  | -                         | 2                | -                           | Aziz Akhannouch (RNI) Lahcen Bounouari (USFP) |
| 25     | Ouarzazate              | -                         | 3                | -                           | Abdellah Hanti (PPS) Houcine Bouhsini (Istiqlal) Abdellah Ait Chouaîb (PJD)                                                                                  |
| 26     | Zagora                  | -                         | 3                | -                           | Mimoun Amiri (Istiqlal) Hammad Ait Baha (RNI) Said Naciri (PAM)                                                                                              |
| 27     | Tinghir                 | -                         | 3                | -                           | Ali Abassou (Istiqlal) Ahmed Sedqi (PJD) Mouha Bourqalen (PAM)                                                                                               |
| 28     | Sidi Ifni               | -                         | 2                | -                           | Mohamed Issam (PJD) Mohamed Belfkih (USFP) - |
| 29     | Hoceïma                 | -                         | 5                | -                           | Souad CHKHI (PJD) Mohamed Boudra (PAM) Nourdin Moudiane (PI) Mohamed El Aaraj (MP) Abdelhak Amghar (USFP)                                                    |
| 30     | Taza                    | -                         | 5                | -                           | Abdelkhalek Karrouti (USFP) Jamal Masôudi (PJD) Khalil Sediqui (MP) Fouad Gharib (PAM) (Ghazi Ajtiyou (PUD)                                                  |
| 31     | Taounate                | Taounate-Tissa            | 3                | -                           | Abdellah Drissi El Bouzidi (PPS) Mohamed Abbou (RNI) Mohamed Jamal Bouzidi Tiali (PI)                                                                        |
| 32     | Taounate                | Karia-Ghafsay             | 3                | -                           | Bouazza Roukbi (FFD) Ahmed Moufdi (PI) Abdelaziz Laaboudi (USFP)                                                                                             |
| 33     | Guercif                 | -                         | 2                | -                           | Moulay Ahmed Snoussi (MP) Said Baaziz (PT) |
| 34     | Beni Mellal             | -                         | 6                | -                           | Lahcen Daoudi (PJD) Houcine Hansali (PJD) Hamid Ibrahimi (MP) Bennacer Hobaîne (PAM) Abderrahmane Feddoul (PT)                                               |
| 35     | Azilal                  | Bzou-Ouazizght            | 3                | -                           | Sadi Reddad (PAD) Brahim Hasnaoui (PI) Mouloud Bargayou (UC)                                                                                                 |
| 36     | Azilal                  | Azilal-Demnate            | 3                | -                           | Essaid Ezzaazaa (RNI) Mohamed Ahrarad (PI) Brahim Tagount (PA)                                                                                               |
| 37     | Fquih Ben Salah         | -                         | 4                | -                           | Abdelkrim Nemmaoui (PJD) Mouhamed Moubdi (MP) Ahmed Fadli (RNI) Cherkaoui Znaidi (USFP)                                                                      |
| 38     | Fès                     | Fès-Sud                   | 4                | -                           | Abdellah Abdellaoui (PJD) Said Benhmida (PJD) Jaouad Hamdoun (PI) Ahmed Réda Chami (USFP)                                                                    |
| 39     | Fès                     | Fès-Nord                  | 4                | -                           | Omar Fassi-Fihri (PJD) Hassan Boumchita (PJD) Abdelhamid Chabat (Istiqlal) Mohammed Ameur (USFP)                                                             |
| 40     | Moulay Yaâcoub          | -                         | 2                | -                           | - - |
| 40     | Sefrou                  | -                         | 3                | -                           | - - |
| 42     | Boulemane               | -                         | 3                | -                           | - - |
| 43     | Guelmim                 | -                         | 2                | -                           | - - |
| 44     | Tata                    | -                         | 2                | -                           | - - |
| 45     | Assa-Zag                | -                         | 2                | -                           | - - |
| 46     | Es-Semara               | -                         | 2                | -                           | - - |
| 47     | Tan-Tan                 | -                         | 2                | -                           | - - |
| 48     | Kénitra                 | Kénitra                   | 4                | -                           | Aziz Rabbah (PJD) Aziz El Guermat (PJD) Miloud Chaâbi (PEDD) El Houcain Rahouia (UC)                                                                         |
| 49     | Kénitra                 | Gharb                     | 3                | -                           | Mohammed Hilia (PJD) Bellassal Chaoui (UC) Jaouad Ghrib (RNI)                                                                                                |
| 50     | Sidi Kacem              | -                         | 5                | -                           | Abdelali Abdelmoula (PJD) Farid Harfi (UC) Abdellah El Hafed (PI) M Hammed Laasal (PAD) Mustapha El Ghazoui (PPS)                                            |
| 51     | Sidi Slimane            | -                         | 3                | -                           | Abdelwahed Radi (USFP) Mohamed Hounayn (RNI) Mostafa Jari (UC)                                                                                               |
| 52     | Lâayoune                | -                         | 3                | -                           | Hamdi Ould Rachid (PI) Alioaute Moulod (PI) Mohamed Salem Bihi (PJD)                                                                                         |
| 53     | Boujdour                | -                         | 2                | -                           | Sidi Brahim khi Labarasse (MP) Abdellah Adbda (PAM) |
| 54     | Tarfaya                 | -                         | 2                | -                           | El Houcine Jaaydar (PI) Abdellah Baillat (RNI) |
| 55     | Marrakech               | Medina Sidi Youssef       | 3                | 11                          | Youssef Benslimane (PJD) Hassan Laghchim (PJD) Fatima-Zahra Mansouri (PAM)                                                                                   |
| 56     | Marrakech               | Guéliz Nakhil             | 3                | 15                          | Ahmed El Motassadeq (PJD) Jamila Afif (PAM) Errachid Bendriouch (MP)                                                                                         |
| 57     | Marrakech               | Menara                    | 3                | 18                          | Mohammed Larbi Belcaid (PJD) M'Barek Noukhi (PJD) Adnan Ben Abdallah (PAM)                                                                                   |
| 58     | Chichaoua               | -                         | 4                | -                           | Abdelghani Janaah (MDS) Abderrahmane Rabeh (PJD) Abdessamad Aguidach (RNI) Abderrahman Rahimi (PI)                                                           |
| 59     | Al Haouz                | -                         | 4                | -                           | Mohamed Kamal Laeaqui (PAM) Mourad Lagourch (PJD) Brahim Outoukart (UC) Mohamed Id Moussa (PI)                                                               |
| 60     | El Kelâa des Sraghna    | -                         | 4                | -                           | Abdelali Doumou (USFP) Mokhtar Benfaida (RNI) Abdelali Mohamed Hili (PRE) Belaid Aloullal(PJD)                                                               |
| 61     | Essaouira               | -                         | 4                | -                           | Mouhssine Chaabi (PEDD) Mohamed Malal (USFP) Mohamed Sabhi (PI) Mohammed Jinni (RNI)                                                                         |
| 62     | Rehamna                 | -                         | 3                | -                           | Mohammed Mahdi Kansoussi (PAM) Abdelfatah Kamal (PAM) Haid Laâkroud (RNI)                                                                                    |
| 63     | Meknès                  | -                         | 6                | -                           | Abdellah Bouanou (PJD) Driss Sqalli Adoui (PJD) Salaheddine Mezouar (RNI) Driss Kachal (UC) Abdelouahed El Ansari (PI) Abdelkrim Labrigui (MP)               |
| 64     | El Hajeb                | -                         | 2                | -                           | Abdessamad Idrissi (PJD) El Houssaine Kassmi (PPS) |
| 65     | Ifrane                  | -                         | 2                | -                           | Mohammed Ouzzine (MP) Moulay Rachid Slimani (PJD) |
| 66     | Khénifra                | -                         | 3                | -                           | Lahsen Ait Ichou (MP) Fouad Hajir (PPS) Nabil Sabri (USFP)                                                                                                   |
| 67     | Errachidia              | -                         | 5                | -                           | El Habib Choubani (PJD) Abdellah Sarhiri (PJD) Mustapha El Omari (RNI) Omar Zaim (PPS) El-Mehdi El-Alaoui (PT)                                               |
| 68     | Midelt                  | -                         | 3                | -                           | Ali Kebiri (MP) Said Chbaatou (USFP) Rachid Adnane (Istiqlal)                                                                                                |
| 69     | Oued Eddahab            | -                         | 2                | -                           | Abdelah Akfas (PJD) Hassan Derham (USFP) |
| 70     | Aousserd                | -                         | 2                | -                           | Mohammed Boubakr (RNI) Mohammed Lamine Hormatollah (PI) |
| 71     | Oujda-Angad             | -                         | 4                | -                           | Abdelaziz Aftati (PJD) Mohamed El Othmani (PJD) Omar Hejira (Istiqlal) Abdenabi Baîoui                                                                       |
| 72     | Jerada                  | -                         | 2                | -                           | Mbarka Toutou (PAM) - |
| 73     | Berkane                 | -                         | 3                | -                           | Mostapha Brahimi (PJD) Anis Berrou (RNI) Mohammed Zerdali (UC)                                                                                               |
| 74     | Taourirt                | -                         | 2                | -                           | Khalid Sbia (PI) Mohammed Naser (UC) |
| 75     | Figuig                  | -                         | 3                | -                           | Ahmed Jenfi (PI) Lhoussain Ouhliss(MP) Said Blili (RNI) |
| 76     | Nador                   | -                         | 4                | -                           | Mohamed Aberkane (USFP) Noureddine Berkani (PJD) Mustapha Mansouri Ouadiâ Tanmali (MP)                                                                       |
| 77     | Driouch                 | -                         | 3                | -                           | Fouad Derkaoui (PAM) Abdellah El Boukili (RNI) Mokhtar Ghambou (MP)                                                                                          |
| 78     | Safi                    | -                         | 6                | -                           | Mohammed Karime (PI) Driss Temri (PJD) Omar Kerdoudi (RNI) Adil Essoubai (MP) Mohammed Ajdia (USFP) Faiçal Zerhouni (RNI)                                    |
| 79     | El Jadida               | -                         | 6                | -                           | Abouzaid El Mokrie El Idrissi (PJD) Mohamed Zahraoui (USFP) Abdelali Ben Rbiâ (PPS) Mbarek Tarmonia (Istiqlal) Mostafa M'Khantar (MP) Abdelhakim Sejda (PAM) |
| 80     | Sidi Bennour            | -                         | 4                | -                           | Abdelkader Kandil (RNI) Mohamed Aboulfaraj (Istiqlal) Abdelhaq NAji (PPS) Taher Chakir (PAM)                                                                 |
| 81     | Youssoufia              | -                         | 2                | -                           | Abdelmjid Azzouzi (PPS) Ahmed Âjili (RNI) |
| 82     | Settat                  | -                         | 6                | -                           | Abdellah Aboufariss (PI) Hassan Harris (PJD) Abdelhadi Khairat (USFP) Rahal Nassiri (PRE) Bahloul Rachid (PT) Abdellatif Mirdas (UC)                         |
| 83     | Khouribga               | -                         | 6                | -                           | Slimane El Omrani (PJD) Khalifa Sairi (PJD) Habib El Malki (USFP) M'Hamed Zakrani (UC) Lahcen Haddad (MP) Mustapha Hanine (PI)                               |
| 84     | Benslimane              | -                         | 3                | -                           | Chafik Rachadi (RNI) Ahmed Zaidi (USFP) KARIM ZIADY (PPS) |
| 85     | Berrechid               | -                         | 4                | -                           | Mustapha Jabrane (Istiqlal) Hassan Bouchnif (PJD) Saber Kiaf (RNI) Zine-El-Abidine Haouass (PAM)                                                             |
| 86     | Tanger-Assilah          | -                         | 5                | -                           | Mohamed Najib Boulif(PJD)) Abdellatif Berroho (PJD)) mohamed diaz (PJD)) Saïda Chakir (RNI) Fouad El Omari (PAM)                                             |
| 87     | Fahs-Anjra              | -                         | 2                | -                           | Abdelouahid Chat (RNI) Souad Boulaich (PJD) |
| 88     | Tétouan                 | -                         | 5                | -                           | Mohamed Idaomar (PJD) Ahmed Boukhobza (PJD) Rachid Talbi El Alami (RNI) Mohamed El Arbi Ahnin(PPS) Mohamed El Milahi (USFP)                                  |
| 89     | M'diq-Fnideq            | -                         | 2                | -                           | Ahmed Touhami (PAM) Mohammed Slimani (PJD) |
| 90     | Larache                 | -                         | 4                | -                           | Said Khairoun (PJD) Mohamed Simou (MP) Abdellah El Bakkali (PI)                                                                                              |
| 91     | Chefchaouen             | -                         | 4                | -                           | Jamal Stitou(PGVM) Mohamed Saadoun (MP) El Yazid Taghi (PLJS) Ahmed Aitouna (PJD)                                                                            |
| 92     | Ouezzane                | -                         | 3                | -                           | Abdelhalim Allaoui (PJD) Mohamed El Hajjouji (PAM) Abdelaziz Lachehab (PI)                                                                                   |

## Résultats
Les résultats définitifs des élections ont été annoncés le soir du 27 novembre 2011 par le ministre de l'Intérieur Taïeb Cherkaoui, le taux de participation a enregistré une légère hausse, s'établissant à 45,40 % alors que celui-ci s'était constamment réduit depuis les législatives de 1984 (67 % en 1984, 62 % en 1993, 58 % en 1997, 50 % en 2002 et 37 % en 2007).
| Parti | Parti                                                       | Voix      | %       | Sièges | +/-     |
| ----- | ----------------------------------------------------------- | --------- | ------- | ------ | ------- |
|       | Parti de la justice et du développement (PJD)               | 1 080 914 | 27,08 % | 107    | +61     |
|       | Parti de l'Istiqlal (PI)                                    | 562 720   | 15,19 % | 60     | +8      |
|       | Rassemblement national des indépendants (RNI)               | 537 552   | 13,16 % | 52     | +13     |
|       | Parti authenticité et modernité (PAM)                       | 524 386   | 11,90 % | 47     | Nv · -8 |
|       | Union socialiste des forces populaires (USFP)               | 408 108   | 9,87 %  | 39     | +1      |
|       | Mouvement populaire (MP)                                    | 354 468   | 8,10 %  | 32     | -9      |
|       | Union constitutionnelle (UC)                                | 275 137   | 5,82 %  | 23     | -4      |
|       | Parti du progrès et du socialisme (PPS)                     | 269 336   | 4,55 %  | 18     | +1      |
|       | Parti travailliste (PT)                                     | -         | 1 %     | 4      | -1      |
|       | Parti du renouveau et de l'équité (PRE)                     | -         | 0,50 %  | 2      | -2      |
|       | Mouvement démocratique et social (MDS)                      | 81 324    | 0,50 %  | 2      | -7      |
|       | Parti de l'environnement et du développement durable (PEDD) | 109 335   | 0,50 %  | 2      | Nv      |
|       | Parti Al Ahd Addimocrati (AHD)                              | -         | 0,50 %  | 2      | Nv      |
|       | Front des forces démocratiques (FFD)                        | 135 161   | 0,25 %  | 1      | -8      |
|       | Parti de l'action (PA)                                      | 14 916    | 0,25 %  | 1      | +1      |
|       | Parti de l'unité et de la démocratie (PUD)                  | -         | 0,25 %  | 1      | Nv      |
|       | Parti de la liberté et de la justice sociale (PLJS)         | -         | 0,25 %  | 1      | Nv      |
|       | Parti de la gauche verte (PGV)                              | 33 841    | 0,25 %  | 1      | Nv      |
|       | Total (taux de participation 45,40 %)                       | 4 745 453 | 100 %   | 395    | --      |

### Taux de participation
Le taux de participation annoncé par le ministère de l’Intérieur est de 45,4 %, alors que celui du référendum ayant eu lieu le 1er juillet 2011 avait atteint 75,5 %.
Ce taux est inférieur à celui des 
dernières élections locales de 2009, qui était de 52,4 %. Il est le deuxième plus faible taux de participation aux élections législatives 
depuis 1984, après celui de 2007 qui était de 37 %. L'abstention connaît de très fortes fluctuations entre les provinces, dans un rapport de 1 à 3.
Ainsi, le plus haut taux de participation (Tarfaya) est de 78,2 % alors que le plus faible (Safi) est de 33,3 % soit un écart de 44,9 points.

## Réactions

### Réactions de la communauté internationale
La communauté internationales s'est félicitée du bon déroulement des élections législatives du 25 novembre 2011. Ainsi, le secrétaire général de l'ONU Ban Ki-moon encourage le gouvernement issu de ces élections à poursuivre les réformes entamées par le roi Mohammed VI.

### Saisine du Conseil constitutionnel
Le Conseil constitutionnel a été saisi de 170 requêtes après l'annonce des résultats électoraux définitifs, dont 22 jugées irrecevables pour non-respect des formes prescrites par la loi. Le conseil constitutionnel a par la suite rejeté 115 requêtes pour manque ou insuffisance de preuves ou pour avoir été fondées sur une interprétation erronée de la loi.
Après un an d'enquête, le Conseil constitutionnel a prononcé l'annulation de l'élection de 12 membres de la Chambre des représentants appartenant à 10 circonscriptions électorales, pour « usage partiel de lieux de culte dans des tracts électoraux et pour des manœuvres frauduleuses, notamment des dons en espèces ou en nature offerts aux électeurs en vue de les amener à voter en faveur de certains candidats ».